# اکرم محمدی
اکرم محمدی (زادهٔ ۶ مرداد ۱۳۳۷ در اراک) بازیگر سینما و تلویزیون ایرانی است.

## زندگی‌نامه
اکرم محمدی دارای مدرک تحصیلی دیپلم است و کلاس‌های آزاد بازیگری را گذرانده است. فعالیتش را از سال ۱۳۶۴ با نمایش خسیس آغاز کرد. از جمله افتخارات وی می‌توان به نامزدی دریافت جایزه بهترین بازیگر نقش دوم زن در هشتمین جشنواره فیلم فجر برای فیلم مادر اشاره کرد.

## فیلم‌شناسی

### سینمایی
- ۱۳۹۲ - یکی برای همه (محمد آهنگرانی)
- ۱۳۹۰ - زنان ونوسی، مردان مریخی (کاظم راست‌گفتار)
- ۱۳۸۶ - دایره زنگی (پریسا بخت‌آور)
- ۱۳۸۵ - پای پیاده (فریدون حسن‌پور)
- ۱۳۷۹ - سام و نرگس (ایرج قادری)
- ۱۳۷۷ - دختری با کفش‌های کتانی (رسول صدرعاملی)
- ۱۳۷۷ - شیدا (کمال تبریزی)
- ۱۳۷۶ - ساحره (سید داود میرباقری)
- ۱۳۷۰ - دره شاپرک‌ها (فریال بهزاد)
- ۱۳۶۹ - آوای دریا (رحمان رضایی)
- ۱۳۶۹ - همه یک ملت (حسین مختاری)
- ۱۳۶۸ - مادر (علی حاتمی)

## تلویزیونی
| سال       | نام                     | کارگردان              | توضیحات                     |
| --------- | ----------------------- | --------------------- | --------------------------- |
| ۱۳۹۷      | ستایش                   | سعید سلطانی           | شبکه ۳                      |
| ۱۳۹۲      | بچه‌های نسبتاً بد         | سیروس مقدم            | شبکه ۱                      |
| ۱۳۹۱      | چمدان                   | خسرو ملکان            | شبکه ۲پخش در ماه رمضان      |
| ۱۳۹۰      | مسیر انحرافی            | بهرنگ توفیقی          | شبکه ۳                      |
| ۱۳۹۰      | سایه روشن               | آرش معیریان           | شب تهران                    |
| ۱۳۸۹      | عملیات ۱۲۵(سری دوم)     | محمدرضا آهنج          | شبکه تهران                  |
| ۱۳۸۷–۱۳۸۸ | گلستان                  | سیدمحمد مختاری        |                             |
| ۱۳۸۷      | عملیات ۱۲۵(سری اول)     | بهروز افخمی           | شبکه تهران                  |
| ۱۳۸۶      | مرد هزارچهره            | مهران مدیری           | شبکه ۳پخش در نوروز ۱۳۸۷     |
| ۱۳۸۵      | اولین شب آرامش          | احمد امینی            | شبکه ۳                      |
| ۱۳۸۴      | شاهزاده سرزمین آلان     | حسین مختاری           | شبکه ۱پخش در نوروز ۱۳۸۷     |
| ۱۳۸۴      | پای پیاده               | اصغر توسلی            | شبکه تهران                  |
| ۱۳۸۱      | فرمان                   | مسعود رشیدی           | شبکه ۲                      |
| ۱۳۸۱      | زیر آسمان شهر (سری سوم) | مهران غفوریان         | شبکه ۳                      |
| ۱۳۸۱      | هزاران چشم              | کیانوش عیاری          | شبکه ۳                      |
| ۱۳۷۸–۱۳۸۱ | روشنتر از خاموشی        | حسن فتحی              | شبکه ۱                      |
| ۱۳۸۰      | شب دهم                  | حسن فتحی              | شبکه ۱پخش در نوروز ۱۳۸۱     |
| ۱۳۷۸      | پدرخوانده               | حمید قدکچیان          | شبکه تهران                  |
| ۱۳۷۸      | دلبر آهنی               | مهدی صباغ‌زاده         | شبکه تهرانپخش در نوروز ۱۳۷۹ |
| ۱۳۷۷      | فکر پلید                | محسن شاه‌محمدی         | شبکه ۱                      |
| ۱۳۷۶      | سرزمین سبز              | بیژن بیرنگ مسعود رسام | شبکه ۲پخش در سال ۱۳۸۶       |
| ۱۳۷۵      | خانه سبز                | بیژن بیرنگمسعود رسام  | شبکه ۲                      |
| ۱۳۷۵      | خانه به خانه            | کیانوش عیاری          | شبکه ۱                      |
| ۱۳۷۴      | وکلای جوان              | بهرام کاظمی           | شبکه ۲بازیگر مهمان          |
| ۱۳۷۳      | نیمهٔ پنهان ماه          | مجید جعفری            | شبکه ۱پخش در ماه رمضان      |
| ۱۳۷۳      | پدرسالار                | اکبر خواجویی          | شبکه ۲                      |
| ۱۳۷۲      | ضلع ششم                 | مسعود فروتن           | شبکه ۱                      |
| ۱۳۶۶      | مرغ حق                  | حسین مختاری           | شبکه ۱                      |

## نمایش خانگی
| سال  | نام      | نقش | کارگردان         |
| ---- | -------- | --- | ---------------- |
| ۱۴۰۰ | زخم کاری |     | محمدحسین مهدویان |